# 烏羽玉屬
烏羽玉屬（Lophophora）是仙人掌科下的一個屬，原産於美國德克薩斯州和新墨西哥州到墨西哥東北部和克雷塔羅州的地區內。其内含有可提煉出的致幻物质麦司卡林。
烏羽玉屬的植物生長極其緩慢，野生的烏羽玉要到出生三十年才會開花，養殖種也要三到十年時間。

## 命名法
Lophophora的意思是“有冠的”，用來指裝飾著每一個小瘤的毛狀體。其來源是古希臘語λοφος（lophos，山丘之巔）和φορεω'（phoreo，戴著）， 大多數現代學者認為該屬下只有兩個種，即Lophophora diffusa和Lophophora williamsii。最近的DNA測序結果顯示，此二者確實是不同的種。

## 物種
- 翠冠玉 Lophophora diffusa
- 銀冠玉 Lophophora fricii
- 烏羽玉 Lophophora williamsii

## 外部連結
- Habitat photos of Lophophora
- Notes on growing Lophophora （页面存档备份，存于）
- Cultivars photos of Lophophora （页面存档备份，存于）
- lophophora collection video